# Axel Cadier
Axel Vilhelm Teodor Cadier (ur. 13 września 1906 w Varbergu, zm. 29 października 1974 w Göteborgu) – szwedzki zapaśnik, który startował w  letnich igrzyskach olimpijskich 1932 w Los Angeles oraz na letnich igrzyskach olimpijskich 1936 w Berlinie. W 1932 roku zdobył brązowy medal w kategorii do 79 kilogramów. Cztery lata później zdobył złoty medal w kategorii 79-89 kilogramów.